# Believe (singel Kalafiny)
„believe” – szesnasty singel zespołu Kalafina, wydany 19 listopada 2014 roku przez wytwórnię Sony Music Entertainment Japan. Singel został wydany w czterech wersjach: limitowanej CD+DVD (Type-A), limitowanej CD+Blu-ray (Type-B), regularnej CD oraz anime CD+DVD.
Tytułowy utwór został wykorzystany jako ending anime Fate/stay night: Unlimited Blade Works. Singel osiągnął 10 pozycję w rankingu Oricon i pozostał na liście przez 10 tygodni, sprzedano 27 772 egzemplarzy.

## Lista utworów
Wszystkie utwory zostały skomponowane i napisane przez Yuki Kajiurę.
| CD                            | |      |
| Nr                            | Tytuł | Czas |
| 1.                            | "believe" |      |
| 2.                            | "in every nothing"                                                                                                   |      |
| 3.                            | "lapis" |      |
| 4.                            | "believe ~instrumental~"                                                                                             |      |
| DVD/Blu-ray (wer. limitowana) | |      |
| Nr                            | Tytuł | Czas |
| 1.                            | "believe" (Music Clip)                                                                                               |      |
| Anime CD                      | |      |
| Nr                            | Tytuł | Czas |
| 1.                            | "believe" |      |
| 2.                            | "in every nothing"                                                                                                   |      |
| 3.                            | "lapis" |      |
| 4.                            | "believe ~TV size~"                                                                                                  |      |
| DVD (wer. anime)              | |      |
| Nr                            | Tytuł | Czas |
| 1.                            | "TV Anime "Fate/stay night" Non-Credit Ending Eizō" (jap. TVアニメ「Fate/stay night」ノンクレジットエンディング映像) |      |